# Dindicodes
Dindicodes là một chi bướm đêm thuộc họ Geometridae.

## Các loài
- Dindicodes crocina Butler